# برنار ژنگینی
برنار ژَنگینی (به فرانسوی: Bernard Genghini)  بازیکن فوتبال و مدافع اهل فرانسه است که از سال ۱۹۸۰ تا ۱۹۸۶ میلادی عضو تیم ملی فوتبال فرانسه بوده‌است. ژَنگینی در ۲۷ بازی ملی حضور داشته است و در بازی‌های ملی‌اش ۶ گل به ثمر رساند.